# Acamprosato
L'acamprosato è un farmaco utilizzato nel trattamento del disturbo da uso di alcol.
È commercializzato come Campral in Italia e negli Stati Uniti. In Francia è distribuito sotto forma di acamprosato di calcio col nome Aotal.

## Farmacologia

### Meccanismo d'azione
Il modo in cui il composto agisce non è stato ancora chiarito del tutto, ma è dimostrato che aiuta a ridurre in frequenza e in intensità i rischi di ricaduta.
Il suo effetto è dovuto all'interazione con mGLUR5, un recettore metabotropico per il glutammato. L'acamprosato agisce da antagonista selettivo sui recettori al glutammato NMDA, oltre a modulare positivamente i recettori GABA-A7. I sistemi coinvolti sono dunque gli stessi che sono responsabili della sedazione alcolica.
Ciononostante, l'interazione è complessa e indiretta: si pensa che i recettori GABA-A siano modulati tramite inibizione dei recettori GABA-B, caratteristica che distingue l'acamprosato dalle benzodiazepine, le quali agiscono direttamente sui siti dei recettori GABA-A. L'azione sui recettori NMDA dipende dalla dose assunta e dai livelli di glutammato endogeno. In un individuo che assume grandi quantità di alcol, si ritrovano concentrazioni di glutammato più alte a livello del sistema nervoso, e il prodotto viene consumato in grande quantità. In queste condizioni, l'acamprosato si comporta da antagonista parziale. In presenza di quantità più ridotte, il prodotto agisce da agonista. 
Il prodotto fa inoltre aumentare la secrezione endogena di taurina. Nel contesto in cui viene utilizzato, nel quale sono solitamente presenti disturbi del sonno, tale effetto può determinare una normalizzazione dei cicli del sonno, ristabilendo le abituali proporzioni di sonno di stadio tre e di sonno paradossale.

### Farmacocinetica
Per quanto riguarda la farmacocinetica, il prodotto è assorbito lentamente, con un picco plasmatico che viene raggiunto in sei ore, a causa del fatto che l'acamprosato è rivestito da una compressa gastroresistente. L'emivita del prodotto è di circa trenta ore.